# Loșkarivka, Nikopol
Loșkarivka (în ucraineană Лошкарівка) este localitatea de reședință a comunei Loșkarivka din raionul Nikopol, regiunea Dnipropetrovsk, Ucraina.

## Demografie
Componența lingvistică a localității Loșkarivka
     Ucraineană (94,04%)
     Rusă (4,86%)
     Alte limbi (0,89%)
Conform recensământului din 2001, majoritatea populației localității Loșkarivka era vorbitoare de ucraineană (94,04%), existând în minoritate și vorbitori de rusă (4,86%).